# Josefina Solsona i Querol
Josefina Solsona i Querol   (Barcelona, 12 de setembre de 1907 - Barcelona, 22 de novembre de 1960) va ser una escriptora catalana que va utilitzar també el pseudònim de Cecilia Beltran.
Era filla dels targarins Felip Solsona i Bastús i Teresa Querol i Querol, establerts a Barcelona, on Josefina Solsona estudià Periodisme. Participà de l'eclosió cultural i narrativa que es visqué en les decàdes dels anys vint i trenta i esdevingué autora de novel·la sentimental, infantil i juvenil, i col·laboradora en premsa escrita.

## Col·laboracions en premsa
Va iniciar-se amb col·laboracions en publicacions com Las Noticias (1921-27), on va escriure articles i narracions en castellà, en la revista mexicana Abside, en la Crònica Targarina —on l'any 1928 publicà un dels seus primers contes, Marcel—, a la secció infantil de la publicació En Patufet de Barcelona (1931 – 1938), ja en català, i també per al setmanari Atalaya. El maig de 1928 aparegué el primer número de l'Arxiu de les tradicions populars, que iniciava la recerca i divulgació del folklore català, i Solsona hi participà amb l'aportació d'una cançó de la tradició oral.

## Obra literària
El 1933 va publicar dues novel·les romàntiques: L'hora d'en Lluís i L'encís blau a la "Biblioteca Gentil". Després, durant la postguerra i am la prohibició de la llengua, va publicar narracions, peces teatrals i contes infantils en castellà, com Alberto (1943) i Eulalia (1950, amb il·lustracions d'Antoni Batllori i Jofré) o La dulce Julieta (1944).
Va escriure també novel·les per a joves que inclouen Los alegres cacharreros (1943), Los caballeros de Santa Clara (1944), Las vacaciones de Agustín (1944) i Cuando Agustin se Ilamo Pedro Claver (1946), totes amb il·lustracions de Joan G. Junceda. Els anys cinquanta va col·laborar també en la revista infantil en català Els infants, que evitava la prohibició del català, amb una suposada edició a Andorra.
Solsona també va escriure diverses obres teatrals com El misteri de ca l'encantat (1950), que va ser representada al teatre Romea de Barcelona, i Maritza (1952), que no es va arribar a estrenar. Va deixar dues obres teatrals inèdites: A mitja llum i El cisne de Lohengrin.
Va traduir l'obra de l'autor antifeixista italià Augusto de Angelis al castellà, en concret les novel·les Il misterio di Cinecittà i Un alfiler en el corazón.